# Nick Cutter
 Nick Cutter, eredeti nevén Craig Davidson (Toronto, 1976 –) kanadai író.

## Élete és pályafutása
Torontóban nőtt fel, és napjainkban is ott él. 2005-ben a Rozsda és csont című novelláskötettel hívta fel magára a figyelmet, amit Clive Barker, Bret Easton Ellis és Chuck Palahniuk is rendkívüli módon méltatott, a címadó novellából pedig Jacques Audiard forgatott többszörös díjnyertes filmet. Davidson később még egy novelláskötet és két regényt írt a saját neve alatt, majd 2014-ben felvette a Nick Cutter álnevet, és az új, többnyire horror műfajú műveit már ekként írja. Clive Barker továbbra is nagy rajongója, és többen is a horror egyik új nagy tehetségének tartják, a The Troop (A falka) című regényéért megkapta a rangos James Herbert-díjat is. A következő könyve 2016-ban várható Little Heaven címmel.

## Könyvei

### Craig Davidson néven
- Rust and Bone (2005)
- The Fighter (2008)
- Sarah Court (2010)
- Cataract City (2013)
- Precious Cargo (2016)

### Patrick Lestewka néven
- Mother Bitchfight (2003)
- The Preserve (2004)
- Imprint (2011)
- The Coliseum (2011)
- Vehicles (2012)

### Nick Cutter néven
- The Troop (2014) (magyarul A falka, Agave Könyvek, 2016)
- The Deep (2015) (magyarul Mélység, Agave Könyvek, 2015)[6]
- The Acolyte (2015)

## Magyarul
- Mélység; ford. Tillinger Zsófia; Agave Könyvek, Bp., 2015
- A falka; ford. Tillinger Zsófia; Agave Könyvek, Bp., 2016
- A szekta; ford. Bosnyák Edit; Agave Könyvek, Bp., 2017

## Díjai
- 2015: James Herbert-díj (A falka)